# John Henry Derbyshire
John Henry Derbyshire (ur. 29 listopada 1878 w Manchesterze, zm. 25 listopada 1938 w Londynie) – brytyjski olimpijczyk, pływak i piłkarz wodny. Uczestnik igrzysk olimpijskich w 1908 i igrzysk olimpijskich w 1912 oraz Olimpiady Letniej 1906.
Zdobywca złotego medalu w sztafecie 4 × 200 m stylem dowolnym podczas Letnich Igrzysk Olimpijskich 1908 w Londynie.
Zdobył również brązowy medal w wyścigu pływackim 4 × 250 m stylem dowolnym podczas Olimpiady Letniej 1906.